# Pīr Anbār
Pīr Anbār (persiska: پير انبار) är en ort i Iran.   Den ligger i provinsen Hamadan, i den nordvästra delen av landet, 270 km väster om huvudstaden Teheran. Pīr Anbār ligger 1 785 meter över havet och antalet invånare är 689.
Terrängen runt Pīr Anbār är lite kuperad. Runt Pīr Anbār är det ganska tätbefolkat, med 54 invånare per kvadratkilometer. Närmaste större samhälle är Kabūdarāhang, 19,5 km öster om Pīr Anbār. Trakten runt Pīr Anbār består i huvudsak av gräsmarker.